# Lauren Dolan
Lauren Louise Dolan (Exeter, 19 september 1999) is een Britse wielrenster. Ze rijdt anno 2020 voor de Spaanse wielerploeg Bizkaia-Durango.
Dolan werd in 2016 derde op de ploegenachtervolging tijdens de Europese kampioenschappen baanwielrennen voor junioren. Tijdens de wereldkampioenschappen wielrennen van 2019 behaalde ze met de Britse ploeg een derde plaats op de gemengde ploegenestafette.

## Palmares

### Wegwielrennen
2019
3e Ronde van Uppsala
 Wereldkampioenschap, gemengde ploegenestafette

### Baanwielrennen
| Jaar       | BK                                       | EK                   | WK         | Overig     |
| Als junior | Als junior                               | Als junior           | Als junior | Als junior |
| ---------- | ---------------------------------------- | -------------------- | ---------- | ---------- |
| 2016       |                                          | ploegenachtervolging |            |            |
| 2017       | puntenkoers, koppelkoers · achtervolging |                      |            |            |
| Als elite  |                                          |                      |            |            |
| 2017       | ploegenachtervolging                     |                      |            |            |

## Ploegen
- 2019 –  Bizkaia-Durango (vanaf 10-6)
- 2020 –  Bizkaia-Durango